# Jules Guérin (Mediziner)

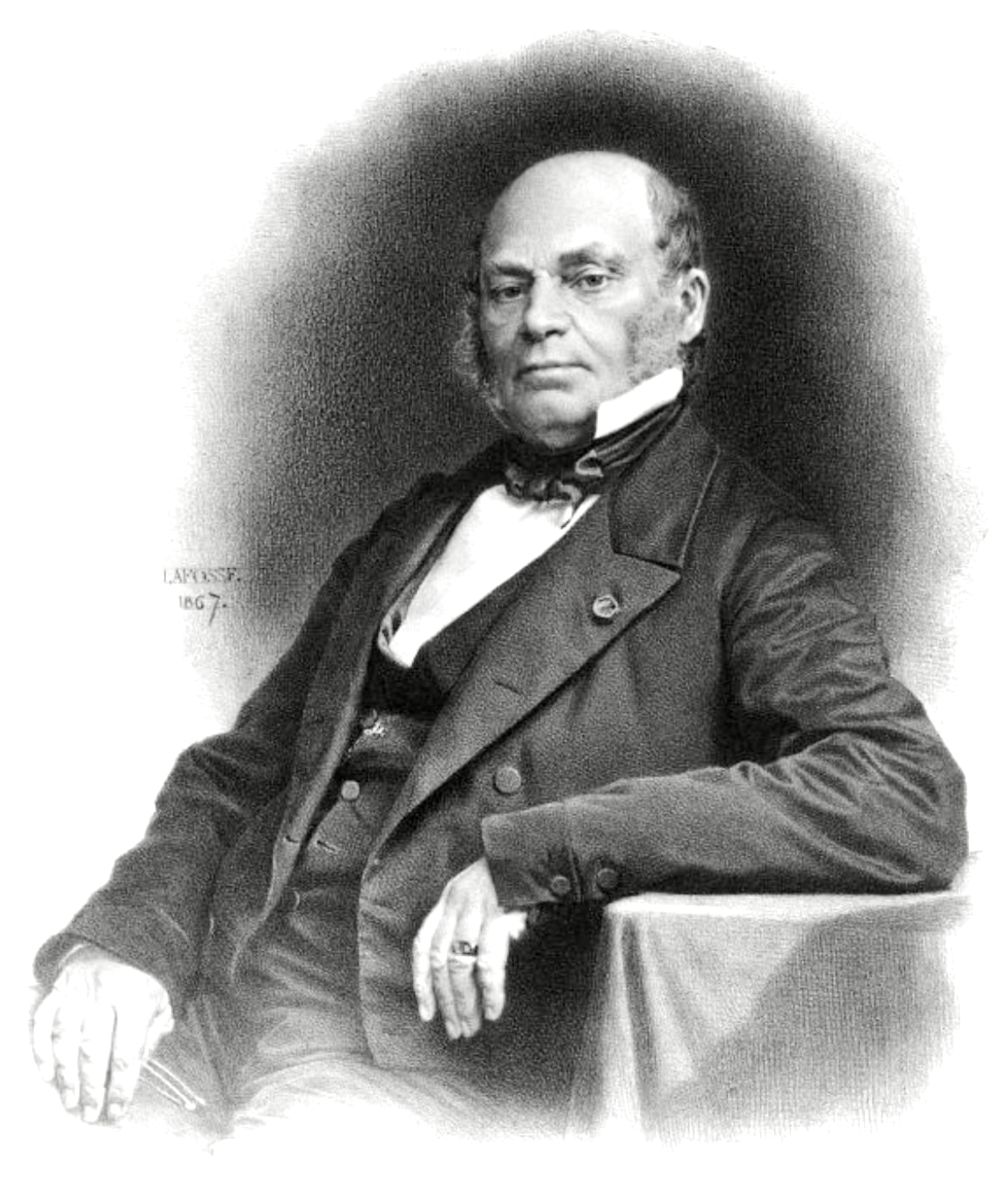
Jules Guérin (1867)

Jules René Guérin (* 11. März 1801 in Boussu, Belgien; † 25. Januar 1886 in Hyères/Département Var, Frankreich) war ein belgisch-französischer Chirurg und Orthopäde.

## Leben und Wirken
Er studierte von 1821 bis 1826 an der Reichsuniversität Löwen, wurde am 4. August 1826 an der Sorbonne in Paris promoviert, übernahm 1828 die Gazette de la santé, benannte sie 1830 in Gazette médicale de Paris um und erhob dieselbe zu dem wichtigsten französischen Fachjournal. Guérin gründete 1839 das bedeutende orthopädische Etablissement La Muette de Passy, er übte einen erheblichen Einfluss auf die Neugestaltung der Orthopädie aus.
Einen 1837 von der Akademie ausgesetzten Preis für die beste orthopädische Arbeit gewann er durch sein Werk in sechzehn Bänden mit 400 Abbildungen. Dasselbe ist nie vollständig publiziert worden, doch kamen eine Reihe einzelner ausgewählter Kapitel bis 1841 zum Druck. Im Jahr 1853 wurde er zum Mitglied der Leopoldina gewählt. 1839 wurde Guérin von Félix Édouard Guérin-Méneville als Mitglied Nummer 179 der Société Cuvierienne vorgestellt.

## Schriften
- Die sigmoide Extension und die Beugung in der Behandlung der seitlichen Abweichungen des Rückgrats (1835)
- Scheinbare Verkrümmungen der Wirbelsäule (1836)
- Allgemeine Charaktere der Rhachitis (1837)
- Allgemeine Ätiologie des angebornen Klumpfußes (1838)
- Allgemeine Ätiologie der seitlichen Verkrümmungen des Rückgrats durch aktiven Muskelzug (1839)
- Neue Untersuchungen über veralteten Torticollis und die Behandlung dieser Difformität durch die subkutane Durchschneidung der verkürzten Muskeln (1841)
- Untersuchungen über die angebornen Verrenkungen.